# Papilaid
Papilaid (äldre estlandssvenska: Papenholmen) är en ö utanför Estlands västkust. Den ligger i Hanila kommun i landskapet Läänemaa, 110 km sydväst om huvudstaden Tallinn. Öns area är 0,1 kvadratkilometer och dess högsta punkt är belägen sju meter över havsnivån. Den ligger i norra änden av Storsund som skiljer ön Moon från estländska fastlandet.
Inlandsklimat råder i trakten. Årsmedeltemperaturen i trakten är 5 °C. Den varmaste månaden är augusti, då medeltemperaturen är 16 °C, och den kallaste är januari, med −6 °C.